# Uummannaq Fjord
Uummannaq Fjord – fiord w zachodniej Grenlandii, część Morza Baffina oddzielająca półwysep Nuussuaq od swoimi wodami od reszty wyspy. W wodach fiordu rozrzucone są liczne wyspy, na jednej z nich leży miasto Uummannaq.